# Bothrophthalmus brunneus
Espèce
Synonymes
- Bothrophthalmus lineatus brunneus Günther, 1863
- Bothrophthalmus lineatus var. infuscatus
Buchholz & Peters, 1875

Bothrophthalmus brunneus est une espèce de serpents de la famille des Lamprophiidae. 

## Répartition
Cette espèce se rencontre :
- au Gabon ;
- au Cameroun ;
- en Guinée équatoriale ;
- en République du Congo.

## Taxinomie
Le statut de l'espèce Bothrophthalmus brunneus reste discuté, certains le considérant comme une sous-espèce de Bothrophthalmus lineatus,.

## Publication originale
- Günther, 1863 : Third account of new species of snakes in the collection of the British Museum. Annals and magazine of natural history, ser. 3, vol. 12, p. 348-365 (texte intégral).